# Термінальна реакція
Терміна́льна реа́кція (англ. terminal reaction) — хімічна реакція, що закінчує цикл або ланцюг інших хімічних реакцій.
Термін використовується, коли треба розрізнити реакцію, яка закінчує певний цикл, але не обриває кінетичний ланцюг.